# Castelo do Mascarat
O Castelo do Mascarat localiza-se no município de Calpe, província de Alicante, na comunidade autónoma da Comunidade Valenciana, na Espanha.
Ergue-se no alto do pico de "El Castellet", a 256 metros acima do nível do mar, em posição dominante sobre a baía de Calpe e o antigo caminho real através das gargantas do Mascarat.

## História
Da primitiva construção, edificada ao final do século XVI para prevenir os ataques dos piratas da Barbária, resta apenas uma estrutura que poderá correspondet aos restos da torre ou atalaia principal. O castelo foi erguido sobre os restos e com o reaproveitamento dos materiais do antigo Castelo de Calp, que existiu entre os séculos XII e XIV, e do qual podem ser observados os restos das fundações dos panos de muralhas e as cisternas escavadas na rocha.
As suas características arquitectónicas confirmam a origem muçulmana da fortificação, uma vez que em 1257 o Castelo de Calp é mencionado em um documento relativo às renda que Jaime I de Aragão deveria receber do dito castelo, das mãos de seu alcaide, o senhor de Carroz. A defesa e manutenção do castelo foram um dos problemas que mais documentação geraram, neste período de repovoamento da região. O primeiro alcaide de que se tem notícia foi Pedro Martínez de Pereixolo, que chegou a manter até quinze homens armados, de forma permanente, no castelo.
Actualmente podem ser observados a base da torre, assim como uma das paredes, com 4 metros de comprimento por 0,75 metros de espessura com 4,5 metros de altura, em taipa, que ainda conserva seteiras. Das demais, restam apenas as fundações. Os vestígios da cisterna encontram-se aos pés deste lance de muro e seguiam a mesma linha; ela provavelmente estaria no interior da torre.